# Кудріна Надія Тимофіївна
Надія Тимофіївна Кудріна (1905 — ?) — українська радянська діячка, майстер, начальник жерстяно-баночного цеху, директор Тираспольського консервного заводу імені 1-го Травня Молдавської АРСР. Депутат Верховної Ради СРСР 1-го скликання.

## Життєпис
Освіта початкова.
Член ВКП(б) з 1930 року.
На 1935 рік — майстер жерстяно-баночного цеху Сухонського консервного заводу на Вологодщині (РРФСР).
На 1936—1938 роки — майстер, начальник жерстяно-баночного цеху Тираспольського консервного заводу імені 1-го Травня Молдавської АРСР.
На 1938 рік — директор Тираспольського консервного заводу імені 1-го Травня Молдавської АРСР.
Обиралася членом Молдавського обласного комітету КП(б)У.

## Нагороди
- орден «Знак Пошани» (1.08.1936)
- медалі